# Между живота и смъртта (теленовела)
Между живота и смъртта (на испански: Entre la vida y la muerte) е мексиканска теленовела, създадена от Мария Кристина Рибал и продуцирана от Анджели Несма за Телевиса през 1993 г. Първата част е режисирана от Мигел Корсега и Моника Мигел, а втората - от Хуан Карлос Муньос и Гастон Тусет.
В главните роли са Летисия Калдерон и Фернандо Сиангероти, а в отрицателните - Себастиан Лигарде, Франсес Ондивиела и Ядира Сантана. Специално участие вземат първите актьори Иран Еори, Роберто Каниедо и Беатрис Агире.

## Сюжет
Сусана Трехос, отговорна и посветена на пациентите си лекарка, е напът да се омъжи за Андрес дел Вайе, образован, но със съмнително минало, който е любовник на лицемерната Ивон, която е най-добрата приятелка на Сусана. Палома, сестрата на Андрес, е единствената, която знае за отношенията му брат си и любовницата му, но никой не ѝ вярва. Сусана е лудо влюбена в Андрес, но той иска да я убие, за да заграби богатството ѝ. Няколко часа след църковния брак, Сусана получава съобщение, че Андрес е в джунглата Лакандона, който е много болен и напът да умре.
Сусана, като добра лекарка и шокирана от новината, веднага се отзовава и отива с хеликоптер, за да спаси човека, в който е влюбена, но с изненада вижда, че пострадалият не е нейният любим, а археолог, който има същите имена. Докато Сусана се възстановява от объркването, любимият ѝ Андрес изгаря апартамента ѝ, за да я убие.
За съжаление, по време на пожара в дома на Сусана, там се е намирала нейна приятелка, която умира в огъня. Тъй като останките са напълно неразпознаваеми, всички вярват, че са на Сусана. Междувременно, археологът Андрес получава от Сусана необходимите грижи по възстановяването си. От своя страна, Сусана решава да се върне у дома, защото предстоят останалите ритуали по сватбата ѝ, но скоро осъзнава, че това е невъзможно поради липса на транспорт и комуникация, затова решава да остане още малко време, докато археологът напълно се възстанови. Дните минават, а Сусана е заседнала в джунглата. Докато е заедно с археолога, двамата започват да се влюбват на фона на предателства и убийства, между живота и смъртта, тъй като Маян обича археолога и иска да елиминира Сусана, а иманярите искат да елиминират всички и да завладеят археологическите останки, за да спечелят пари.
След известно време, Сусана и археологът се завръщат в град Мексико. Тя се вижда с някои роднини, от които разбира за предателството на Андрес и че Ивон е поела парите и имуществото ѝ, така Сусана решава да поиска развод. Ивон започва да се съмнява в Андрес и записва касета, като обяснява какво се случва с нея и дава сведения за пожара в дома на Сусана. След известно време, Андрес и Ивон катастрофират и двамата са лекувани от Сусана. В болницата той научава, че Сусана не е мъртва. Ивон иска да признае цялата истина на приятелката си, но поради нараняванията умира.
Маян, която се нарича вече Синтия, се появява в обществото като изискана жена, съпруга на земеделеца милионер Мариано. Те живеят в Сонора, но се преместват в град Мексико, за да сключат бизнес споразумение с Андрес дел Вайе, който започва да съблазнява Синтия и двамта съставят план за убийството на Мариано, за да задигнат богатството му. Вече вдовица Синтия и Андрес решават да заминат за чужбина, но той иска да убие Сусана, така че имотите, които вече е присвоил, да не бъдат върнати. Синтия, от друга страна, иска да отмъсти на Сусана и археолога. Тя решава да преспи с него и да покаже снимките на Сусана. Снимките са ѝ показани и тя решава да се раздели с него, без да му даде възможност за личен разговор. По-късно Синтия умира от ръката на Бор, бивш любовник от джунглата, който се чувства предаден от нея и идва в града, за да я търси. Андрес е арестуван за престъпленията си и е отведен в затвора, но при транспортирането му в друг затвор, той бяга с помощта на адвоката си, който му казва, че ще трябва да плати висока цена за тази услуга и го прави - в крайна сметка Андрес го убива.
Сусана отива в Гватемала на симпозиум. Това е добра възможност, за да забрави миналото си и да започне нов живот. Археологът започва да я търси, Андрес, който се подиграва на властите, също, за да убие и двамата. Андрес открива Сусана при руините на Тикал и когато е напът да я убие, археологът я защитава. В боя Андрес пада от върха на пирамида. Арехиологът и Сусана се сдобряват и се женят на върха на пирамидата.

## Актьори
- Летисия Калдерон - Сусана Трехос
- Фернандо Сиангероти - Археологът Андрес дел Вайе
- Себастиан Лигарде - Андрес дел Вайе
- Франсес Ондивиела - Ивон дел Кастийо
- Иран Еори - Аида де Трехос
- Роберто Каниедо - Роландо Трехос
- Беатрис Агире - Доня Ребека
- Раул Рамирес - Хулиан
- Ядира Сантана - Маян/Синтия
- Лупита Сандовал - Карлота
- Мелани Моралес - Констанса
- Оскар Бонфилио - Адвокат Гарсия
- Алфонсо Итуралде - Д-р Федерико Гутиерес
- Арсенио Кампос - Франсиско дел Вайе
- Дасия Аркарас - Арлет
- Одисео Бичир - Чон-Ли
- Лусеро Ландер - Палома дел Вайе
- Лорена Ерера - Джесика Ривас
- Аурора Клавел - Гертрудис
- Уенди де лос Кобос - Сандра
- Едуардо Диас Рейна - Улдарико
- Америка Габриел - Росалия
- Мария Кристина Рибал - Гуадалупе дел Вайе
- Иран Кастийо - Анита дел Вайе
- Алехандро Ландеро - Пако
- Рамиро Уерта - Бор
- Марикармен Вела - Д-р Ваядарес
- Ернесто Яниес - Бернабе
- Росалинда Еспаня - Денис
- Тео Тапия - Стефано
- Армандо Паломо - Чучо
- Фелисия Меркадо - Кристина Санроман
- Андреа Кото - Кета
- Алехандро Сиангероти II - Абраам дел Вайе
- Беатрис Мартинес - Аурора дел Вайе
- Исабел Андраде - Клаудия дел Вайе / Клаудия Малага
- Енрике Муньос - Адвокат Ланда
- Алехандро Рабаго - Мариано
- Херман Гутиерес - Данте дел Вайе
- Марио Гарсия Гонсалес - Онорио
- Густаво дел Кастийо - Антунес
- Мариал Салинас - Лукас
- Мария Луиса Коронел - Найбор
- Тони Кабрал - Соломон
- Рубен Калдерон - Николас
- Клаудия Ферейра - Ирене
- Виктор Мануел Фулио - Рохелио
- Родолфо Лаго - Данте
- Сара Монар - Имелда
- Серхио Моранте - Пончо
- Мария Морет - София
- Паола Отеро - Пати
- Е. Рей - Доминго
- Лупе Санчес - Паскуал
- Мерседес Хиронея - Наталия
- Мануел Севия - Фито
- Пилар Наваро - Кармина
- Маргарита Валенсия - Петра
- Роберто Сото - Руфино
- Кокин - Китаеца
- Исмаел Ларумбе - Перико
- Хавиер Пачеко - Уго
- Нелсон Веласкес - Агент
- Ото Фернандес - Стражар
- Алфонсо Галвес - Асистент
- Ана Луиса Пелуфо

## Премиера
Премиерата на Между живота и смъртта е на 11 януари 1993 г. по Canal de las Estrellas. Последният 125. епизод е излъчен на 2 юли 1993 г.

## Награди и номинации
Награди TVyNovelas (1994)
| Категория                           | Номиниран(а)      | Резултат   |
| ----------------------------------- | ----------------- | ---------- |
| Най-добра актриса в главна роля     | Летисия Калдерон  | Номинирана |
| Най-добър актьор в отрицателна роля | Себастиан Лигарде | Печели     |